# Pränataldiagnostik
Der Begriff Pränataldiagnostik oder Pränatale Diagnostik (Abkürzung PND; zusammengesetzt aus lateinisch prae „vor“ und natal „geburtlich“, siehe pränatal, sowie Diagnostik) bezeichnet Untersuchungen an Föten und schwangeren Frauen (vgl. auch Früherkennung von Krankheiten).
Gängige Methoden sind zum einen die nicht-invasiven, nur von außerhalb des Körpers vorgenommenen Untersuchungen wie die Ultraschalluntersuchung (Sonographie), zu der die Nackentransparenzmessung, die Nasenbeinmessung (in der 12. bis 14. Schwangerschaftswoche), die Fetometrie, der Feinultraschall, die Doppler-Sonographie, der 3D-Ultraschall und der 4D-Ultraschall gehört. Auch die Untersuchungen von Hormonkonzentrationen im mütterlichen Blut (serologische Untersuchungen) wie beispielsweise der Triple-Test, der Quadruple-Test und als Kombination beider Methoden das Erst-Trimester-Screening (ETS, eine Untersuchung im ersten Schwangerschaftsdrittel) und das integrierte Screening (kombinierte Untersuchung der biochemischen Serum-Parameter zur Risikoermittlung für fetale Chromosomen- und Verschlussstörungen) gehören zu den nicht-invasiven Methoden. Ebenso zu der nichtinvasiven Diagnostik zählt der bereits ab der 9. Schwangerschaftswoche mögliche pränatale Vaterschaftstest, bei dem fetale DNA anhand einer Blutprobe der Mutter isoliert und analysiert wird. Invasive, das heißt innerhalb des Körpers vorgenommene Untersuchungen der Pränataldiagnostik sind die Chorionzottenbiopsie (CVS), die Amniozentese (AC) und die Nabelschnurpunktion. Eine frühere Methode der Pränataldiagnostik war die Amnioskopie.

Sonografische Aufnahme eines Fötus mit 12 Schwangerschaftswochen

## Geschichte
| Untersuchungen in der Fortpflanzungsmedizin |
| --- |
| Präfertilisationsdiagnostik: Untersuchung der Eizelle vor der Befruchtung Präimplantationsdiagnostik: Untersuchung des Embryo vor der Einpflanzung in die Gebärmutter Pränataldiagnostik: Untersuchung des Fötus vor der Geburt |

Erste Amniozentesen zur Pränataldiagnostik wurden 1930 von Thomas Menees und anderen durchgeführt.
Die Grundlage moderner pränataler Diagnostik legte der britische Geburtshelfer Ian Donald 1958 mit der erstmaligen sonographischen Darstellung eines ungeborenen Kindes. Die technische Weiterentwicklung der Ultraschallgeräte ermöglichte eine hohe Detailauflösung und damit die Erkennung von strukturellen Fehlbildungen fetaler Organe mit hoher diagnostischer Sicherheit. So wurden die Diagnose von Bauchwanddurchbrüchen, Zwerchfellhernien, Verlagerungen der Herzachse, Fehlbildung von Organen wie z. B. der Lunge oder der Nieren, Zystennieren, Fehlbildungen der Extremitäten, Obstruktionen im Magen-Darm-Trakt etc. möglich.
Die nicht-invasive Ultraschalltechnologie wurde durch die Entwicklung invasiver Techniken erweitert. So demonstrierten Steele und Breg 1966 die Möglichkeit der Entnahme und der chromosomalen Untersuchung von im Fruchtwasser enthaltenen fetalen Zellen (Amniozentese) während des zweiten Schwangerschaftsdrittels. Anfang der 1980er Jahre folgte die Veröffentlichung der Chorionzottenbiopsie. Bei diesem Verfahren werden während des ersten Schwangerschaftsdrittels Zellen aus den Zotten der Eihaut (Chorion) entnommen, die später die Plazenta bildet. Diese Zellen werden kultiviert und einer genetischen Analyse unterzogen. Später folgten mit der frühen Amniozentese, der Punktion fetaler Gefäße und fetaler Organe sowie der Entnahme von Blut aus der Nabelschnur weitere Maßnahmen zur Entnahme fetaler Zellen.
In neuerer Zeit (Stand 2006) steht zunehmend auch die fetale MRT als nicht-invasive Diagnostik zur Verfügung. Grundlage für die Zuweisung stellen häufig sonografische Verdachtsdiagnosen dar. Die Abklärung seltener Syndrome ist mittels MRT mit hoher diagnostischer Sicherheit möglich.
Bislang sind invasive Untersuchungsverfahren mit unterschiedlichen und von verschiedenen Faktoren abhängigen Risiken, z. B. dem einer Fehlgeburt, belastet. Dadurch bedingt spielt in der Regel neben dem weltweit vorhandenen Grundbedürfnis angehender Eltern, ein körperlich und kognitiv gesundes, nicht behindertes Kind zu bekommen, und dem Wunsch nach Wissen über den Gesundheitszustandes des Kindes die Abwägung zwischen den Risiken der Untersuchung und der Wahrscheinlichkeit einer bestimmten Behinderung bei der Entscheidung über die Inanspruchnahme einer invasiven Untersuchung eine wichtige Rolle.
Dies kann jedoch weitreichende gesellschaftliche nach sich ziehen:  In Deutschland ist mittlerweile ein flächendeckendes Angebot von pränatalen Untersuchungen mit hoher diagnostischer Sicherheit etabliert. Durch den inzwischen recht hohen Bekanntheitsgrad verschiedener Untersuchungsverfahren wird bisweilen der Eindruck von „Vermeidbarkeit“ von Kindern mit Behinderung vermittelt.
Als risikolose, allerdings nicht-diagnotische Untersuchungen sind derzeit Suchtests wie der Double-Test, Triple-Test und die Nackentransparenzmessung im Rahmen des First-Trimester-Screenings populär. Sie geben Hinweise auf eine mögliche Chromosomenbesonderheit oder auf bestimmte körperliche Fehlbildungen, z. B. im Bereich des Rückenmarkkanals, der Bauchwand und der Nieren. Inwieweit diese Verfahren in Deutschland flächendeckend im Rahmen der Mutterschaftsvorsorge angewandt werden sollen, ist nach wie vor Gegenstand kontroverser ethischer und gesundheitspolitischer Diskussionen.
Seit Anfang der 1990er Jahre wird weltweit intensiv an nicht-invasiven Untersuchungsmethoden (NIPT) geforscht, bei der aus Zellen im Blut der Schwangeren das Erbgut des Fötus extrahiert und risikolos auf genetische Abweichungen untersucht werden kann, um die Anwendung von invasiven Verfahren mit einem Fehlgeburtsrisiko zur Chromosomengewinnung zu vermeiden. Dieses Verfahren befand sich nach Hepp im Jahr 1999 in der klinischen Erprobung.
Forschern der Stanford University in Kalifornien war es nach eigenen Angaben 2008 gelungen, vereinzelt im mütterlichen Blut vorhandene fetale Zellen anzureichern, einer DNA-Analyse zu unterziehen und so sehr viele zu diesem Zweck durchgeführte invasive Untersuchungen überflüssig zu machen. Das NIPT-Verfahren war beim Nachweis von 12 verschiedenen Chromosomenstörungen erfolgreich.

## Anwendungsrisiken

### Nicht-invasive Untersuchungen
Bei nicht-invasiven (= nicht in den Körper der Schwangeren eindringenden) Untersuchungen, wie einer Untersuchung mütterlichen Bluts (z. B. NIPT = Nicht-invasiver Pränataltest), und auch bei einer Ultraschalluntersuchung wie z. B. bei der Nackentransparenzmessung bestehen nach heutigem Wissensstand (2014) keine Risiken für das Ungeborene und seine Mutter.

### Invasive Untersuchungen
In diversen medizinischen Lehrbüchern mit Forschungsstand 2000, 2005 und 2007 werden für die Amniozentese (Fruchtwasserpunktion) und für die Chorionzottenbiopsie je ca. 1 % eingriffsbedingtes Abortrisiko angenommen.
Nach neueren Untersuchungen beinhalten invasive (in den Körper der Schwangeren eindringende), diagnostische Eingriffe wie die Amniozentese, die Chorionzottenbiopsie oder die Nabelschnurpunktion kaum Risiken für den Fötus.
So wurden 2006 in einer Studie 35.003 unselektierte, schwangere Patientinnen aus der Normalbevölkerung untersucht. Es stellte sich heraus, dass das Risiko einer Fehlgeburt bei Patientinnen, die keine Amniozentese durchführen ließen, bei 0,94 % lag, wohingegen das Risiko einer Fehlgeburt bei den Frauen der Studiengruppe nur auf 1,0 % anstieg. Die Amniozentese zeigte in dieser Studie keine statistisch signifikante Auswirkung auf das Risiko einer Fehlgeburt.
Eine andere Studie aus dem Jahr 2006, bei der 9.886 Chorionzottenbiopsien und 39.893 Amniozentesen ausgewertet wurden zeigt, dass es keinen signifikanten Unterschied der Risiken zwischen den beiden Untersuchungsmethoden gibt.

### Psychische Belastung
Bis zu einem aussagekräftigen Untersuchungsergebnis besteht mitunter eine eingeschränkte Mutter-Kind-Beziehung durch die gesellschaftlich und persönlich zumindest latent als „Schwangerschaft auf Probe“ bewertete Basis. Eine gefühlsmäßig starke Bindung wird teilweise erst bei unauffälligem Befund zugelassen, wodurch sich die Option des Schwangerschaftsabbruches bei auffälligem Befund auch emotional weitestmöglich offen gehalten wird. Mitunter ist für die Schwangere die Zeit bis dahin psychisch schwierig; „aus dem Gefühl, das Kind zur Disposition gestellt zu haben, erwachsen die meisten Schuldgefühle“, da die Gesundheit des Fötus als ausschlaggebendes Kriterium für dessen Annahme oder Ablehnung betrachtet wird. Andererseits trägt ein unauffälliger Befund zur Beruhigung der Eltern bei. Werdenden Eltern wird vor der Inanspruchnahme pränataler Diagnostik empfohlen, Beratungsangebote in Anspruch zu nehmen. Vor allem bei familiären Vorbelastungen ist es ratsam, eine Genetische Beratungsstelle aufzusuchen.

## Mutterschaftsrichtlinien in Deutschland
Die im Laufe der Schwangerschaft anzuwendenden Untersuchungen sind in den sogenannten „Mutterschaftsrichtlinien“ (Richtlinien des Bundesausschusses der Ärzte und Krankenkassen, 1999; siehe auch Abbildung) beschrieben. Zu diesen Untersuchungen zählen das Anamnesegespräch, eine allgemeinmedizinische Untersuchung, verschiedene serologische Untersuchungen wie Tests auf Infektionskrankheiten wie Röteln, HIV, Hepatitis B und Toxoplasmose (bei begründetem Verdacht) und auf das Vorhandensein mütterlicher Blutgruppenantikörper, die zu einer Läsion fetaler Erythrozyten führen könnten, drei Ultraschalluntersuchungen, wovon eine explizit zur Aufspürung von körperlichen Fehlbildungen dient (Feinultraschall), und so weiter. Sollten sich aufgrund der Vorsorgeuntersuchungen Hinweise auf eine Risikoschwangerschaft, z. B. aufgrund von Fehlbildungen des Kindes ergeben, so ist der Arzt gehalten, die Schwangere über die Möglichkeiten einer humangenetischen Beratung und einer humangenetischen Untersuchung durch Chorionzottenbiopsie, Amniozentese o. Ä. aufzuklären.

## Möglichkeiten, Grenzen und gesellschaftliche Wirkung
Werdende Eltern sind mit verschiedenen Fragen und Entscheidungen konfrontiert. Zunächst stellt sich die Frage, ob eine pränatale Untersuchung durchgeführt werden soll und welche Faktoren eher für oder gegen eine Untersuchung sprechen. Soll eine pränatale Untersuchung durchgeführt werden, folgt neben der ärztlichen Beratung eine persönliche Einschätzung des erhaltenen Untersuchungsergebnisses und das Abwägen für oder gegen weitere Maßnahmen. Betreuende Ärzte und Pränataldiagnostiker sind bei der Pränataldiagnostik bezüglich beruflicher und ethischer Fragestellungen ebenfalls herausgefordert.
Das erhaltene Untersuchungsergebnis einer vorgeburtlichen Untersuchung kann Hinweise auf mögliche Komplikationen bei der Geburt oder eine mögliche Erkrankung liefern. Beispielsweise können Informationen über eine möglicherweise erschwerte Geburt und/oder eine unverzüglich erforderliche nachgeburtliche Behandlung gewonnen werden. In einem anderen Fall können Hinweise auf chromosomal bedingte Behinderungen oder Erkrankungen gewonnen werden. In der Regel liefern die Untersuchungen Ergebnisse in Form von Wahrscheinlichkeiten; ein Beispiel: Ein Paar lässt ein Ersttrimesterscreening durchführen. Das Ergebnis liefert einen Wahrscheinlichkeitswert von 1:300, dass man ein Kind mit Trisomie 21 bekommen könnte. Aufgrund des erhaltenen Untersuchungsergebnisses, der genetischen Vorgeschichte der Eltern, des Alters der Mutter und dem Vertrauen in das Testverfahren (Stichworte True Positive Rate und False Positive Rate) können die Eltern – ggf. in Kombination mit dem betreuenden Arzt – eine Entscheidung über weitere Maßnahmen treffen.
Bei einem Elternpaar ohne spezifische Risikomerkmale besteht eine durchschnittliche Wahrscheinlichkeit von ca. 3 %, ein Kind mit Behinderung zu bekommen. Zu den möglichen Gründen zählen mögliche Geburtskomplikationen (ca. 2–3 %) oder genetisch bedingte Erkrankungen (ca. 0,3 bis 1 %). Für vorgeburtlich diagnostizierbare Besonderheiten wie Herzfehler, Spina bifida und Lippen-Kiefer-Gaumenspalten gibt es Behandlungsmöglichkeiten zur ursächlichen bzw. vollständigen Heilung. Für eine Vielzahl anderer vorgeburtlich diagnostizierbarer Besonderheiten existieren weder pränatale Behandlungsmöglichkeiten durch Therapie in utero noch postnatale Therapien zur ursächlichen bzw. vollständigen Heilung (siehe dazu medizinische Indikation). Ein nicht unbedeutender Teil der gestellten pathologischen Diagnosen bleibt also letztlich ohne die Möglichkeit hinreichender bzw. ursächlich heilender medizinisch-therapeutischer Intervention. Einige Eltern entscheiden sich aufgrund der vorgeburtlichen Diagnose einer möglichen Behinderung, Fehlbildung oder Erkrankung des Fötus zum Abbruch der Schwangerschaft. Für manche Eltern ist die nachgeburtliche Freigabe zur Adoption oder die Abgabe des Kindes in eine Pflegefamilie eine Alternative, wenn sie das Kind nicht selbst annehmen wollen oder können.

### Beispiel: Prävention der Thalassämie auf Zypern
Zypern ist ein Land mit besonders hoher Prävalenz der β-Thalassaemia major, einer vererbten Bluterkrankung, die nur mit sehr hohem Aufwand zu behandeln ist. Anfang der 1970er Jahre zeichnete sich ab, dass durch neue Therapien die Zahl der Erkrankten rapide anstieg, weil diese immer länger überlebten. Es wurde mit einer Verdopplung der Zahl der Erkrankten in etwa 8 Jahren gerechnet, damit war absehbar, dass die Kosten der Versorgung der Thalassämieerkrankten ohne weitere Maßnahmen zum Kollaps des Gesundheitssystems führen würden.
Seit 1976 gibt es darum auf Zypern ein Programm zur Aufklärung und freiwilligem genetischen Screening und auch die Pränataldiagnostik wurde gezielt ausgeweitet. Die Gentests, die vorgeburtliche Diagnostik und eine eventuelle Abtreibung sind kostenlos. Seit einigen Jahren ist auf Zypern anstelle der Pränataldiagnostik mit anschließender Abtreibung auch die Präimplantationsdiagnostik als Alternative verfügbar. Paaren mit Kinderwunsch, bei denen beide Partner Träger sind, wird in einer Beratung eine freiwillige Pränataldiagnostik nahegelegt. Etwa 200 solcher pränatalen Untersuchungen werden pro Jahr auf das Vorliegen einer Thalassämie durchgeführt und führen jährlich in etwa 50 Fällen zu einem Schwangerschaftsabbruch.
Anfängliche Widerstände der orthodoxen Kirche gegen eine drohende Ausweitung der Schwangerschaftsabbrüche wurden soweit überwunden, dass seit 1983 die Kirche von allen Brautpaaren vor einer Heirat eine Bescheinigung über die Teilnahme am Screening und einer entsprechenden humangenetischen Beratung verlangt. Tatsächlich verzichten offensichtlich einige Paare (unter 3 %) nach einer solchen Beratung auf eine Heirat.
Durch all diese Maßnahmen konnte eine Reduzierung der Neuerkrankungen von 70 pro Jahr Mitte der 1970er Jahre auf heute etwa 2 pro Jahr erreicht werden. Die Ausgaben für das Thalassämiemedikament Deferoxamin sind um die Hälfte gesunken, die Zahl der Patienten seit einiger Zeit konstant bei etwa 630. Da auf Zypern nahezu jede Familie von der Thalassämie betroffen ist, gibt es gegen diese freiwillige Eugenik keinen nennenswerten Widerstand in der Bevölkerung. Nahezu jeder erwachsene Einwohner im heiratsfähigen Alter kennt aufgrund eines Gentests seinen eigenen Thalassämie-Status, weiß also, ob er Träger des Gendefektes ist.

### Allgemeine Debatte
Kritiker der Pränataldiagnostik geben zu bedenken, dass durch die diagnostischen Möglichkeiten der pränatalen Untersuchungen in der Gesellschaft der Eindruck entstehe, Behinderungen und Fehlbildungen seien vermeidbar: „Es scheint sich beispielsweise subtil zu entwickeln, dass Schwangere dafür verantwortlich gemacht werden, ein gesundes, mit allen Möglichkeiten der Medizin abgeklärtes Baby bekommen zu sollen“ und „Nichtwissen .. zunehmend als Schuld oder Haftung betrachtet“ wird. In der Praxis finden sich bereits Bestätigungen dieser Tendenzen: So wurde bei einer Studie herausgefunden, dass sich mittlerweile die große Mehrzahl der Eltern eines Kindes mit Down-Syndrom (72 % der befragten Mütter, 100 % der befragten Väter) nach der Geburt mit der Frage konfrontiert sieht, warum man keine pränatale Diagnostik in Anspruch genommen hätte.

### Gesetzliche Einschränkungen
In Kulturen mit der gesellschaftlichen Erwartung an die Frauen, Söhne zu gebären (z. B. Staaten wie China, Indien), wird häufig ein Schwangerschaftsabbruch eingeleitet, sobald vorgeburtliche Untersuchungen ein Mädchen ankündigen. Verstärkt durch die Ein-Kind-Politik kommen z. B. in China auf 10 neugeborene Mädchen 12 Jungen. Um Frauenmangel als eine daraus resultierende gesellschaftliche Spätfolge zu verhindern, wird in vielen Ländern die vorgeburtliche Diagnostik nur eingeschränkt erlaubt.

### Leitlinien
- S2k-Leitlinie Humangenetische Diagnostik der Deutschen Gesellschaft für Humangenetik. In: AWMF online (Stand 2011)

### Kritik
- I. Dietschi: Testfall Kind. Das Dilemma der pränatalen Diagnostik.
- K. Griese: Aber ein Mongi z. B. fände ich nett. Umgangsweisen von Frauen mit dem Angebot der Pränataldiagnostik.
- E. Brähler (Hrsg.): Vom Stammbaum zur Stammzelle. Reproduktionsmedizin, Pränataldiagnostik und menschlicher Rohstoff. 2002.
- W. Henn: Warum Frauen nicht schwach, Schwarze nicht dumm und Behinderte nicht arm dran sind. Der Mythos von den guten Genen. 2004.
- T. Neuer-Miesbach, R.Tarneden (Hrsg.): Vom Recht auf Anderssein. Anfragen an pränatale Diagnostik und humangenetische Beratung. 1994.
- Marion Baldus: Von der Diagnose zur Entscheidung. Eine Analyse von Entscheidungsprozessen für das Austragen der Schwangerschaft nach der pränatalen Diagnose Down-Syndrom (= Klinkhardt Forschung.; zugleich: Dissertation, Universität Heidelberg). Klinkhardt, Bad Heilbrunn 2006, ISBN 3-7815-1454-4.
- I Schmid-Tannwald, M. Overdick-Gulden (Hrsg.): Vorgeburtliche Medizin zwischen Heilungsauftrag und Selektion. 2001.
- A. Reul: Es könnte doch sein …? Pränatale Diagnostik auf dem Prüfstand. 2001.
- Theresia Degener, Swantje Köbsell: Hauptsache, es ist gesund? Weibliche Selbstbestimmung unter humangenetischer Kontrolle. Konkret Literatur Verlag, Hamburg 1992, ISBN 3-89458-109-3.
- Oliver Tolmein: Wann ist der Mensch ein Mensch? Ethik auf Abwegen. Hanser, München / Wien 1993, ISBN 3-446-17560-1.
- E. Mayer: Genetische Präimplantationsdiagnostik. Kritische Betrachtung des Einflusses einer modernen medizinisch-genetischen Technik auf das frühe menschliche Lebewesen und unsere Gesellschaft. Tectum, Marburg 2006, ISBN 3-8288-9147-0.